# 幸 (浜松市)
幸（さいわい）は静岡県浜松市中央区の町名。現行行政地名は幸一丁目～幸五丁目。住居表示実施済。

## 地理
萩丘地区の中南部に位置する。東で高林五丁目・曳馬六丁目・上島六丁目、西で泉（一丁目～三丁目）、南で住吉（三丁目・五丁目）、北で萩丘（一丁目～四丁目）と接する。

### 学区
- 浜松市立萩丘小学校（幸三丁目の一部は浜松市立上島小学校）
- 浜松市立高台中学校（幸三丁目の一部は浜松市立曳馬中学校）

## 歴史

### 町名の由来
幸多かれ、幸いの多い町となりますようになどの思いから1940年に「幸」と決定した。

### 沿革
- 1889年（明治22年）4月1日 - 町村制の施行により、敷知郡上島村・一本杉村が周辺の村と合併し、敷知郡曳馬下村となる。旧村名は曳馬下村の大字として残る[WEB 8]。
- 1891年（明治24年）6月11日 - 曳馬下村が曳馬村に改称する。
- 1896年（明治29年）4月1日 - 郡制の施行により、曳馬村の所属郡が浜名郡に変更となる。
- 1934年（昭和9年）2月11日 - 曳馬村が町制施行し、曳馬町となる。
- 1936年（昭和11年）2月11日 - 曳馬町が浜松市に編入される。
- 1940年（昭和15年） - 大字上島・大字一本杉の各一部を合わせて幸町を新設する[WEB 9]。なお、大字上島・大字一本杉はこの時に廃止された。
- 1975年（昭和50年）6月1日 - 幸町の一部から幸一丁目・幸二丁目・幸五丁目が、幸町及び曳馬町の各一部から幸三丁目が、幸町・上島町・萩町の各一部から幸四丁目が成立。なお、幸町はこの時に廃止された[WEB 10]。
- 1983年（昭和58年）1月1日 - 上島町及び幸四丁目の各一部を合わせて上島四丁目が成立[WEB 11]。
- 1985年（昭和60年）1月1日 - 幸三丁目が曳馬町の一部を編入[WEB 12]。
- 2007年（平成19年）4月1日 - 浜松市が政令指定都市となる。幸は中区の一部となる。
- 2024年（令和6年）1月1日 - 浜松市の行政区再編により、幸は中央区の一部となる。

## 施設
- 学校法人浜松葵学園浜松葵幼稚園
- 浜松市立萩丘小学校
- 静岡県立浜松聴覚特別支援学校
- 浜松市男女共同参画・文化芸術活動推進センターあいホール
- 四ツ池公園
- セブン-イレブン浜松幸町店

## 交通

### バス
- 遠鉄バス
  - 40気賀三ヶ日線、41高台線、43引佐線、45奥山線、46・46-テ都田線、47葵町医大線：（浜松駅 方面 - ）泉町南 - 泉町中 - 幸町（ - 姫街道車庫・聖隷三方原病院・気賀駅前・三ヶ日車庫／花川運動公園／気賀駅前（金指街道経由）／奥山／都田 方面）
  - 50山の手医大線：（浜松駅 方面 - ）幸南 - あいホール - 萩丘小学校（ - 医科大学 方面）

### 道路
- 国道257号（姫街道）
- 浜松市道中野町三方原線（住吉バイパス）
- 浜松市道曳馬幸線（四ツ池通り、谷口の坂）
- 浜松市道住吉萩丘1号線（軽便通り）

## その他

### 警察
警察の管轄区域は以下の通りである。
| 番・番地等 | 警察署         | 交番・駐在所 |
| ---------- | -------------- | ------------ |
| 全域       | 浜松中央警察署 | 北部交番     |

### 消防
消防の管轄区域は以下の通りである。
| 番・番地等 | 消防署   | 本署/出張所 |
| ---------- | -------- | ----------- |
| 全域       | 中消防署 | 高台出張所  |

### 書籍
1. ↑  『わが町文化誌 台地と水と輝き』浜松市高台公民館、1999年1月15日、22頁。

### WEB
1. ↑  “h02_22.csv”.   総務省 (2022年2月10日). 2024年10月4日閲覧。
2. ↑  “chuouku_menseki.xlsx”.   浜松市 (2024年3月12日). 2024年10月4日閲覧。
3. ↑  “zissizennzi.pdf” (PDF).   浜松市 (2024年1月4日). 2024年6月18日閲覧。
4. ↑  “静岡県 浜松市中央区 幸の郵便番号 - 日本郵便”.   日本郵便. 2025年2月15日閲覧。
5. ↑  “市外局番の一覧”.   総務省 (2022年3月1日). 2024年6月18日閲覧。
6. ↑  “事業所案内及び管轄地域（事務所3件、分室3件）”.   一般社団法人静岡県自動車会議所. 2024年6月18日閲覧。
7. ↑  “zissiitiran1.pdf”.   浜松市 (2024年1月1日). 2024年6月18日閲覧。
8. ↑  “historyofcities.pdf”.   静岡県総務部合併推進室・財団法人静岡県市町村振興協会. 2024年10月10日閲覧。
9. ↑  “解説ページ”.   株式会社エア. 2024年10月10日閲覧。
10. ↑  “zissizennzi.pdf”.   浜松市 (2024年1月4日). 2024年6月18日閲覧。
11. ↑  “zissizennzi.pdf”.   浜松市 (2024年1月4日). 2024年6月18日閲覧。
12. ↑  “zissizennzi.pdf”.   浜松市 (2024年1月4日). 2024年6月18日閲覧。
13. ↑  “北部交番｜静岡県警察”.   静岡県警察 (2024年1月1日). 2024年6月18日閲覧。
14. ↑  “消防署の町別管轄「さ」／浜松市”.   浜松市 (2020年3月25日). 2024年6月18日閲覧。